# Teoria miasmática
A teoria miasmática ou teoria miasmática das doenças foi uma teoria biológica formulada por Thomas Sydenham e Giovanni Maria Lancisi durante o século XVII. Segundo a teoria, as doenças teriam origem nos miasmas: o conjunto de odores fétidos provenientes de matéria orgânica em putrefação nos solos e lençóis freáticos contaminados. Atualmente a teoria miasmática é considerada obsoleta, tendo sido substituída pela teoria microbiana.
Esta teoria defendia que a doença era causada por um miasma composto por odores venenosos e cheiros fétidos, provenientes de pântanos, de poças d'água estagnada e de matéria orgânica em decomposição. 
Muitas das medidas correntes de Saúde Pública, tais como, o enterro de cadáveres, a implementação de sistemas de esgotos, recolha dos lixos, a drenagem de pântanos, basearam-se no conceito miasmático da doença. Faz parte da história da doença, mais especificamente, no período da Idade Média. 